# Charles Comiskey
Charles Albert Comiskey (15 de agosto de 1859 — 26 de outubro de 1931) foi um jogador da Major League Baseball, manager e dono do Chicago White Sox. Comiskey nasceu em Chicago, Illinois, Estados Unidos. O Comiskey Park foi construído com esse nome em sua homenagem.

## Os primeiros anos
Charles Comiskey foi o terceiro dos oito filhos de John e Annie Comiskey. A família Comiskey vivia na Paróquia da Sagrada Família, em Chicago. O pai de Charles, "John, o Honesto", foi um dos chefes políticos da região onde viviam, sendo membro do conselho da prefeitura entre 1859-1863 e 1867-1870.
John Comiskey, teria gostado de ver seu filho tornar-se um homem de negócios ou bombeiro, mas Charles adorava beisebol, e, sob protestos de John, ingressou em um time semi-profissional. John, tentando afastar Charles do beisebol, mandou-o ao St. Mary's College, no Kansas. Entretanto, Charles conheceu Ted Sullivan, que dirigira um time em Milwaukee, Wisconsin. Charles viajou e jogou no time de Milwaukee e em um outro, também de Sullivan, em Duboque, Iowa.

## Carreira
Charles Comiskey entrou na American Association(AA) em 1882, como jogador do então St. Louis Brown Stockings. Ele também foi manager do time por alguns jogos das primeiras temporadas até que virou manager regular em 1885, liderando os Browns para quatro títulos consecutivos da AA e um segundo lugar em 1889. Comiskey também foi manager do Chicago Pirates (1890), novamente dos Browns(1891), e do Cincinnati Reds(1892-1894)
Comiskey deixou os Reds e os times profissionais em 1894, quando comprou um pequeno time da Western League em Sioux City, Iowa, transferindo-o logo depois para St. Paul, Minnesota. 
Após cinco temporadas dividindo as "Twins Cities"(Minneapolis e St. Paul) com outro time da Western League, Comiskey e alguns colegas conseguiram dividir Chicago: o time que lá estava(o atual Cubs) ficaria com a Zona Oeste. O St. Paul Saints se mudou para a Zona Sul de Chicago com o nome de White Stockins(atual Chicago White Sox). Em 1900, a WL profissionalizou-se e se tornou a American League, trazendo Comiskey ao profissionalismo novamente. Como dono do White Sox (de 1900 até 1931), Comiskey gerenciou a construção do Comiskey Park e cinco títulos da AL. Com o passar do tempo, Comiskey tornou-se impopular com os jogadores, principal fator que criou o Escândalo Black Sox, onde oito jogadores do campeão da AL(White Sox) conspiraram para "throw" (perder intencionalmente) para o campeão da NL, o Cincinnati Reds. Comiskey era muito avarento, chegando ao cúmulo de fazer os jogadores pagarem para terem seus uniformes limpos(dando origem ao termo Black Sox: uma referência à sujeira dos uniformes e dos jogadores).
Charles Comiskey é membro do Baseball Hall of Fame.